# Chakra (álbum de Chakra)
Chakra es el tercer álbum de estudio del grupo femenino surcoreano Chakra. Los sencillos del álbum son Come Back y The. Ganaron el premio Best Dance Award por el sencillo The. El álbum vendió unas 200.000 copias, lo que es su álbum más vendido hasta la fecha.

## Lista de canciones
1. Dorawa (돌아와)
2. Da (다)
3. I'll Be Alright (Gihoe) (기회)
4. If
5. Minyeo Sachongsa (미녀 사총사)
6. Jipchak (집착)
7. Garasadae (가라사대)
8. Geudaereul Saranghamnida (그대를 사랑합니다)
9. Mong (몽)
10. Love Fool
11. Yeokjeon (Hury Up Now) (역전)
12. Wind

- Datos: Q16245408

[[Categoría::Álbumes de 2002]]